# Ивањска (Босанска Крупа)
Ивањска је насељено мјесто у општини Босанска Крупа, Федерација Босне и Херцеговине, БиХ. Према попису становништва из 2013. године, у насељу је живјело 309 становника.

## Становништво
| Националност       | 1991.        | 1981.        | 1971.        |
| Срби               | 614 (96,99%) | 580 (97,97%) | 703 (99,29%) |
| Хрвати             | 1 (0,15%)    | 0            | 2 (0,28%)    |
| Муслимани          | 0            | 0            | 1 (0,14%)    |
| Југословени        | 13 (2,05%)   | 11 (1,85%)   | 0            |
| остали и непознато | 5 (0,78%)    | 1 (0,16%)    | 2 (0,28%)    |
| Укупно             | 633          | 592          | 708          |